# Ukai Kengo
Kengo Ukai (sinh ngày 28 tháng 8 năm 1985) là một cầu thủ bóng đá người Nhật Bản.

## Sự nghiệp câu lạc bộ
Kengo Ukai đã từng chơi cho Ventforet Kofu và Fagiano Okayama.